# Kosmos 92
Kosmos 92 – radziecki satelita rozpoznawczy. Trzynasty statek typu Zenit-4 należącego do programu Zenit, którego konstrukcja została oparta na załogowych kapsułach Wostok. Przenosił również eksperymenty biologiczne i meteorologiczne, podobnie jak Kosmos 45 i Kosmos 65.